# Lithobius nidicolens
Lithobius nidicolens är en mångfotingart som först beskrevs av Chamberlin 1938.  Lithobius nidicolens ingår i släktet Lithobius och familjen stenkrypare. Inga underarter finns listade i Catalogue of Life.